# Juan Manuel Bellón López
Juan Manuel Bellón López (* 8. Mai 1950 in Valencia) ist ein spanischer Schachspieler. Seit 2017 spielt er für Schweden. 
Die spanische Meisterschaft konnte er fünfmal gewinnen: 1969, 1971, 1974, 1977 und 1982. Er spielte für Spanien bei elf Schacholympiaden: 1970 bis 1988 und 1992. Außerdem nahm er zweimal an den europäischen Mannschaftsmeisterschaften (1970 und 1989) teil. 
Die spanische Mannschaftsmeisterschaft gewann Bellón in den Saisons 1974 und 1975 mit CA Schweppes Madrid, 1980 bis 1984, 1987,  1989 und 1995 mit CE Vulcà Barcelona, er spielte in Spanien außerdem 1979 für CA Caja de Ahorros Málaga, 1999 für CA Palm Oasis Maspalomas, 2000 für CA Centro Goya Villa de Teror, 2003 und 2007 für CA Llanera Alzira sowie 2008 für CE Binissalem. In der schwedischen Elitserien spielte er in den Saisons 1998/99, 1999/2000, 2002/03 und 2003/04 für den Stockholmer Verein SK Passanten, in der Saison 2005/06 für die Linköpings Allmäna Schacksällskap, von 2013 bis 2016 für den SK Team Viking, mit dem er 2015 Meister wurde, und seit 2018 für den Stockholmer Verein Wasa SK. In der deutschen Bundesliga spielte Bellón von 2008 bis 2011 für den SK Turm Emsdetten, in der britischen Four Nations Chess League in der Saison 2005/06 für die zweite Mannschaft von Wood Green, in der Saison 2009/10 für den Meister Wood Green Hilsmark Kingfisher und von 2010 bis 2014 für deren zweite Mannschaft. Das Bellón-Gambit, welches aus der sizilianischen Eröffnung im Anzuge nach dem Zug 4. … b7–b5 entsteht, geht auf ihn zurück.
Er ist mit der Großmeisterin Pia Cramling verheiratet. Ihre gemeinsame Tochter Anna Cramling (* 2002) ist ebenfalls Schachspielerin und trägt den Titel einer FIDE-Meisterin der Frauen (WFM).
| Die zur Anzeige dieser Grafik verwendete Erweiterung wurde dauerhaft deaktiviert. Wir arbeiten aktuell daran, diese und weitere betroffene Grafiken auf ein neues Format umzustellen. (Mehr dazu) |